# Гроњардо
Гроњардо (итал. Grognardo) је насеље у Италији у округу Алесандрија, региону Пијемонт.
Према процени из 2011. у насељу је живело 121 становника. Насеље се налази на надморској висини од 216 м.

## Становништво
| 1936. | 1951. | 1961. | 1971. | 1981. | 1991. | 2001. | 2011. |
| ----- | ----- | ----- | ----- | ----- | ----- | ----- | ----- |
| 1.048 | 780   | 634   | 411   | 340   | 328   | 321   | 296   |